# Carl Fredrik Pereswetoff-Morath

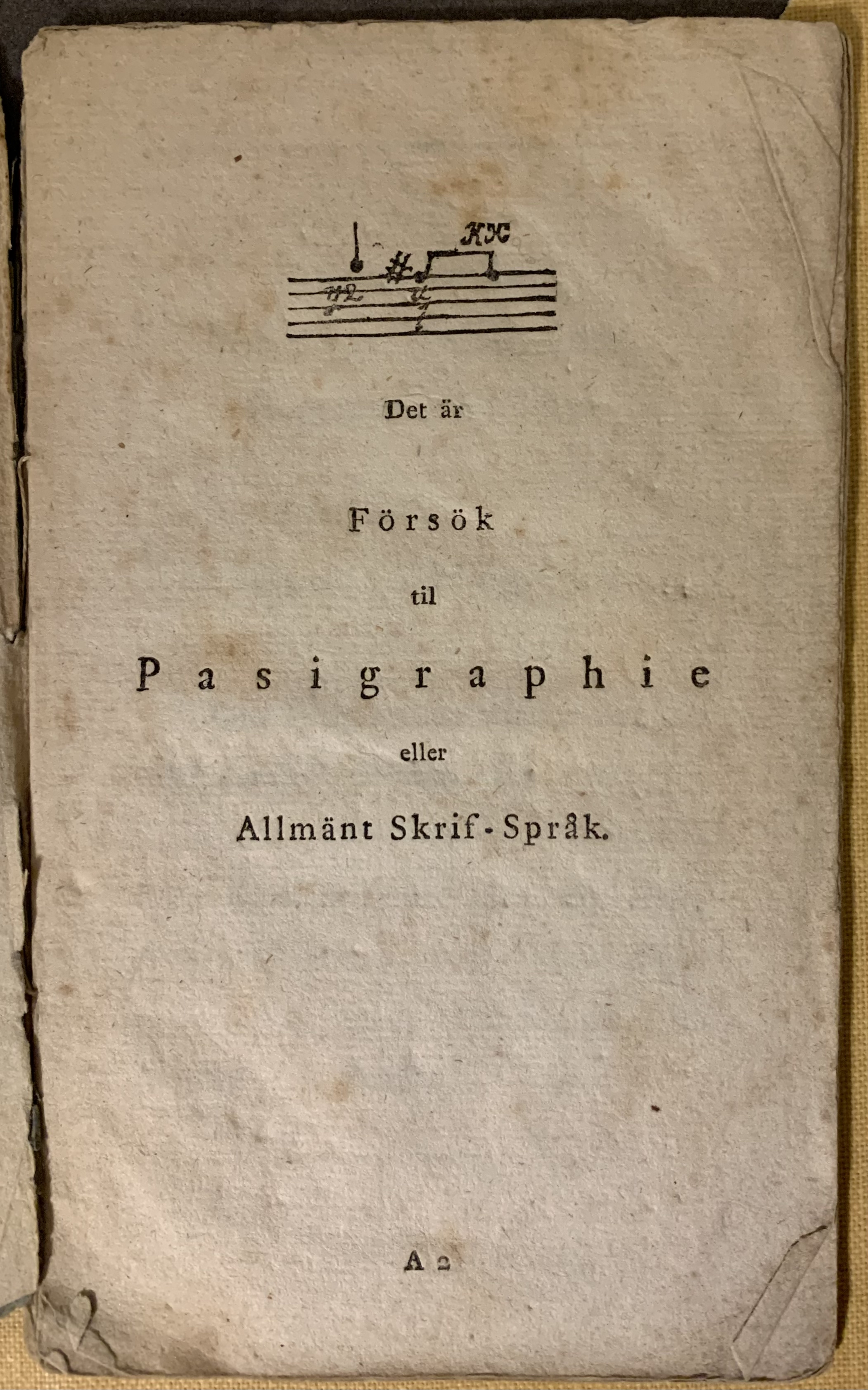
Carl Fredrik Pereswetoff-Moraths Pasigraphie eller Allmänt skrif-språk (1800), fol. A2r

Carl Fredrik Pereswetoff-Morath (även von Morath, Pereswetoff von Morath), född 18 augusti 1740 i Västergötland, död 24 juni 1805 i Stralsund, Svenska Pommern (nuvarande Tyskland), var en svensk militär, författare och lingvist.

## Biografi
Pereswetoff-Morath, som föddes i en svensk adlig militärsläkt av ryskt ursprung, blev kadett vid artilleriet 22 maj 1756 och tjänstgjorde från 1758 främst vid svenska förband i guvernementet Wismar och Svenska Pommern, särskilt vid Drottningens livregemente till fot. Han blev major 1792 men tog avsked 1794.
Pereswetoff-Morath blev tidigt frimurare, slogs 1768 till riddare i Wismar och nämns som förste föreståndare för De tre lejonens loge där. Han ter sig i sin korrespondens med sin bror Anders Wilhelm Pereswetoff-Morath som en filosofiskt lagd anhängare av en upplyst monarki och en livlig motståndare till såväl aristokratvälde och nepotism som demokratiskt självsvåld.
Han författade anonymt två böcker, en militärpsykologisk studie och ett språkvetenskapligt arbete. Det senare, Pasigraphie eller Allmänt skrif-språk (1800), utgjorde ett försök till en pasigrafi, dvs. ett system för ett universellt skriftspråk som kan förstås oavsett vilka naturliga språk läsaren behärskar. I Pereswetoff-Moraths fall utgick notationen från musikalisk notskrift, vilket han delvis rättfärdigar med ett resonemang om musikens universella karaktär i den bildade världen. Det har ibland felaktigt förmodats att Joseph de Maimieux, författaren till en pseudonymt (under namnet J*** von M***) utgiven och internationellt mer känd pasigrafi, använde pseudonymen ”J. von Morath”. Missförståndet kan ha underlättats av att det tycks ha funnits en tyskspråkig version från 1801 av Pereswetoff-Moraths bok. Detta kan ha förlett vetenskapshistoriker som inte haft både de Maimieuxs och Pereswetoff-Moraths arbeten framför sig.

## Familj
Gift 1776 med Hedwig Sophia von Möller (född 1758). Deras enda barn var dottern Julia Sophia Dorotea (1777–1815), gift Cavalli.

## Utmärkelser
- Riddare av Kungliga Svärdsorden (1779)